# Wouter Weylandt

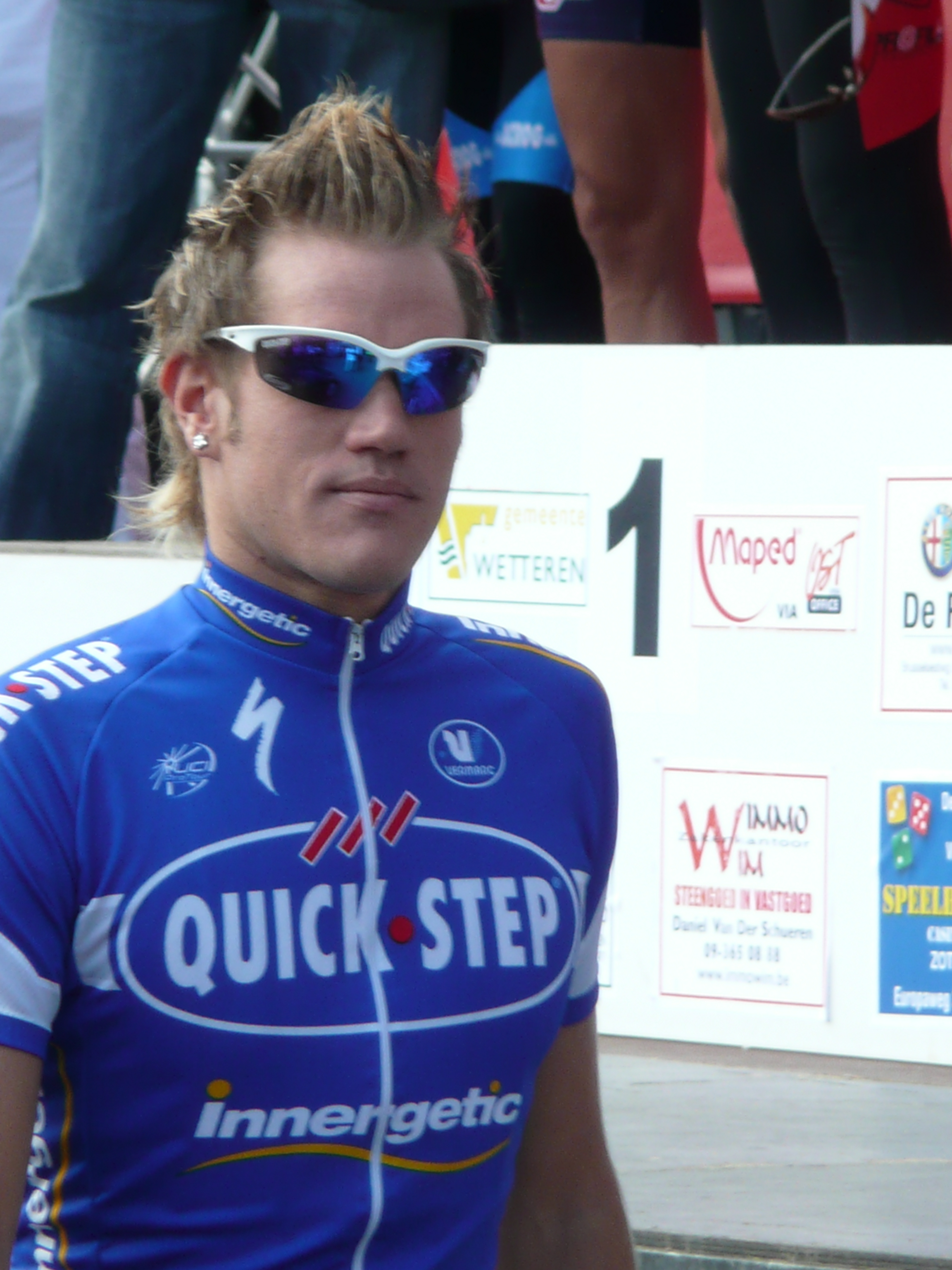
Wouter Weylandt tijdens het Dernyfestival in Wetteren (2007)

Wouter Weylandt (Sint-Denijs-Westrem, 27 september 1984 – Mezzanego, 9 mei 2011) was een Belgisch wielrenner. Weylandt verongelukte tijdens de Ronde van Italië 2011.

## Biografie
In zijn eerste jaar als prof werd bij hem voor de start van de Tour Down Under in 2005 klierkoorts vastgesteld. Pas aan het einde van het seizoen 2005/2006 kon hij terugkomen. Hij behaalde een overwinning in de GP Briek Schotte.
Hij won de zeventiende etappe van de Ronde van Spanje 2008 die in een massasprint eindigde.
In de derde etappe van de Ronde van Italië 2010 won hij, na een bewogen derde etappe door Zeeland, in Middelburg de spurt van een door wind en valpartijen uitgedund peloton.
Op 9 mei 2011, tijdens de derde etappe van Ronde van Italië maakte hij een dodelijke val tijdens een afdaling van de Passo del Bocco. Weylandt bleef met zijn pedaal achter een muurtje haken, waarna hij viel en twintig meter over het asfalt schoof. Na vele pogingen tot reanimeren werd door de Giro-dokter bevestigd dat hij overleden was. Later bleek dat Weylandt onmiddellijk overleed ten gevolge van een schedelbreuk. Zijn vriendin An Sophie was op dat moment vijf maanden zwanger van hun eerste kind. Ze beviel op 1 september van een dochter.
De uitvaartdienst voor Wouter Weylandt op 18 mei in de Sint-Pieterskerk te Gent werd door veel wielerprominenten bijgewoond. Op het Sint-Pietersplein werd de dienst op een groot videoscherm uitgezonden voor alle supporters en bekenden die de kerk niet in konden.

## Nagedachtenis
Ter nagedachtenis werd een wielershirt '108- sempre con noi' op de markt gebracht net zoals een zwart polsbandje. De opbrengsten gingen naar de nabestaanden van Wouter. Er werd toen ook beslist dat het rugnummer 108 tijdens de volgende edities van de Ronde van Italië nooit meer gedragen zal worden.
Ook maakt renner Tyler Farrar (de beste vriend van Wouter) sinds het overlijden een W-gebaar met zijn handen bij een overwinning om zijn vriend te eren.
Hij kreeg postuum een monument op de plek waar hij verongelukte, en een monument/muurtje langs zijn trainingsparcours. Ook heeft hij een monument in het Nederlandse Middelburg gekregen, op de plaats waar de aankomst lag van de Giro-etappe die hij het jaar daarvóór won. Ook is er in de provincie Zeeland een wielerroute naar hem vernoemd, de Wouter Weylandtroute.
In Gentbrugge kreeg een atletiekaccommodatie zijn naam: het Wouter Weylandt-atletiekstadion omdat Weylandts sportcarrière met atletiek begon. Een plaquette met deze naam werd onthuld in het bijzijn van zijn ouders.
In 2021 verscheen de sportdocumentaire Het Scheldepeloton waarin de vriendschap tussen vier vrienden en Weylands centraal staan en hun tijd samen.
Tijdens de 12e etappe van de Giro 2022, op 19 mei, maakte de Passo del Bocco voor het eerst sinds 2011 weer deel uit van het parcours, en passeerde het peloton het monument. 11 renners die er in 2011 bij waren maakten ook nu deel uit van het peloton.
Op 6 mei 2024 maakte Tim Merlier, vanaf zijn jeugd een groot fan van Wouter, een W-gebaar met zijn handen bij een overwinning in de sprint van de de derde etappe in Fossano, om zijn vriend te eren.

## Belangrijkste overwinningen
2004
- GP Waregem (U23)

2005
- GP Briek Schotte

2006
- Puntenklassement Ronde van Polen
- Textielprijs Vichte

2007
- 3e etappe Driedaagse van West-Vlaanderen
- Ronde van het Groene Hart
- 1e etappe Ronde van België
- 2e etappe Ster Elektrotoer
- Puntenklassement Ster Elektrotoer
- Heusden Koers
- 4e etappe ENECO Tour

2008
- 1e etappe Ronde van Qatar (Ploegentijdrit)
- Nokere Koerse
- 17e etappe Ronde van Spanje
- Omloop van de Vlaamse Scheldeboorden

2009
- GP Samyn
- 3e etappe Driedaagse van West-Vlaanderen
- Gullegem Koerse

2010
- 3e etappe Ronde van Italië
- Gullegem Koerse
- 4e etappe Circuit Franco-Belge
- Kermiskoers Sint-Niklaas
- Kermiskoers Temse
- Heusden Koers

## Resultaten in voornaamste wedstrijden
| Jaar | Ronde van Italië | Ronde van Frankrijk | Ronde van Spanje |
| ---- | ---------------- | ------------------- | ---------------- |
| 2007 |                  |                     |                  |
| 2008 |                  |                     | 118e (1)         |
| 2009 |                  |                     | opgave           |
| 2010 | opgave (1)       |                     | 144e             |
| 2011 |                  |                     |                  |

| Jaar | Milaan-San Remo | Gent-Wevelgem | Parijs-Roubaix | Dwars door Vlaanderen |  | Wereldranglijsten |
| ---- | --------------- | ------------- | -------------- | --------------------- |  | ----------------- |
| 2007 |                 |               |                | 8e                    |  |                   |
| 2008 |                 | ↑             | 24e            | 15e                   |  | 50e (UPT)         |
| 2009 |                 | 33e           | 11e            | 9e                    |  | 154e (UWK)        |
| 2010 |                 |               |                |                       |  | 120e (UWK)        |
| 2011 | 149e            |               |                | 57e                   |  |                   |

## Foto's

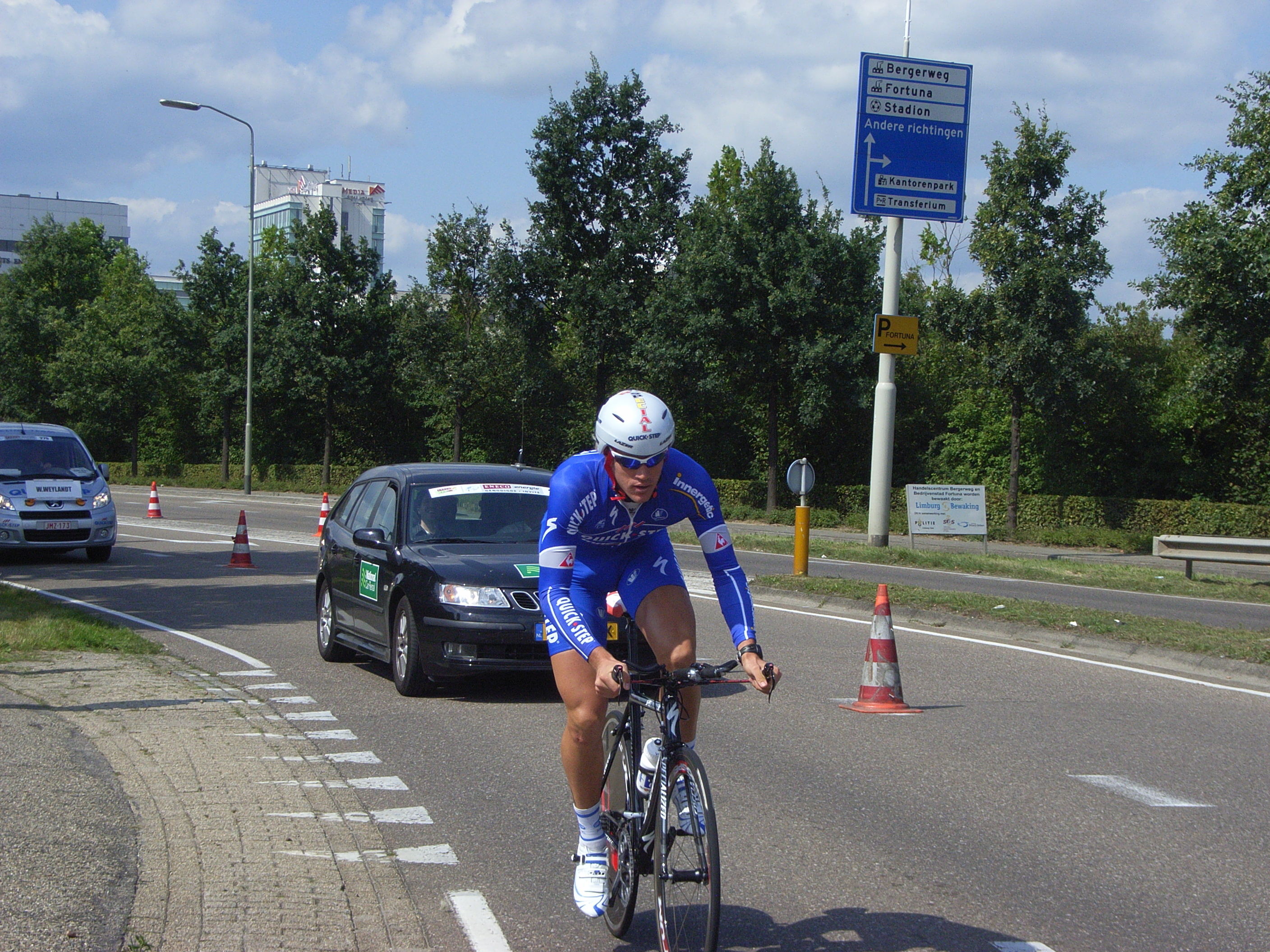
Eneco Tour 2007 in Sittard.
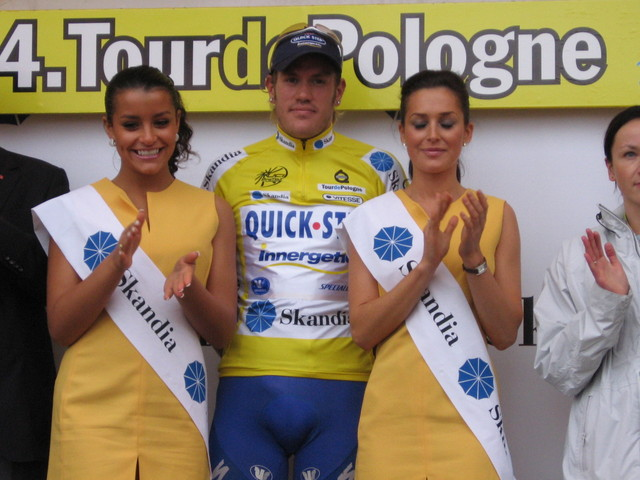
In de Ronde van Polen (2007).
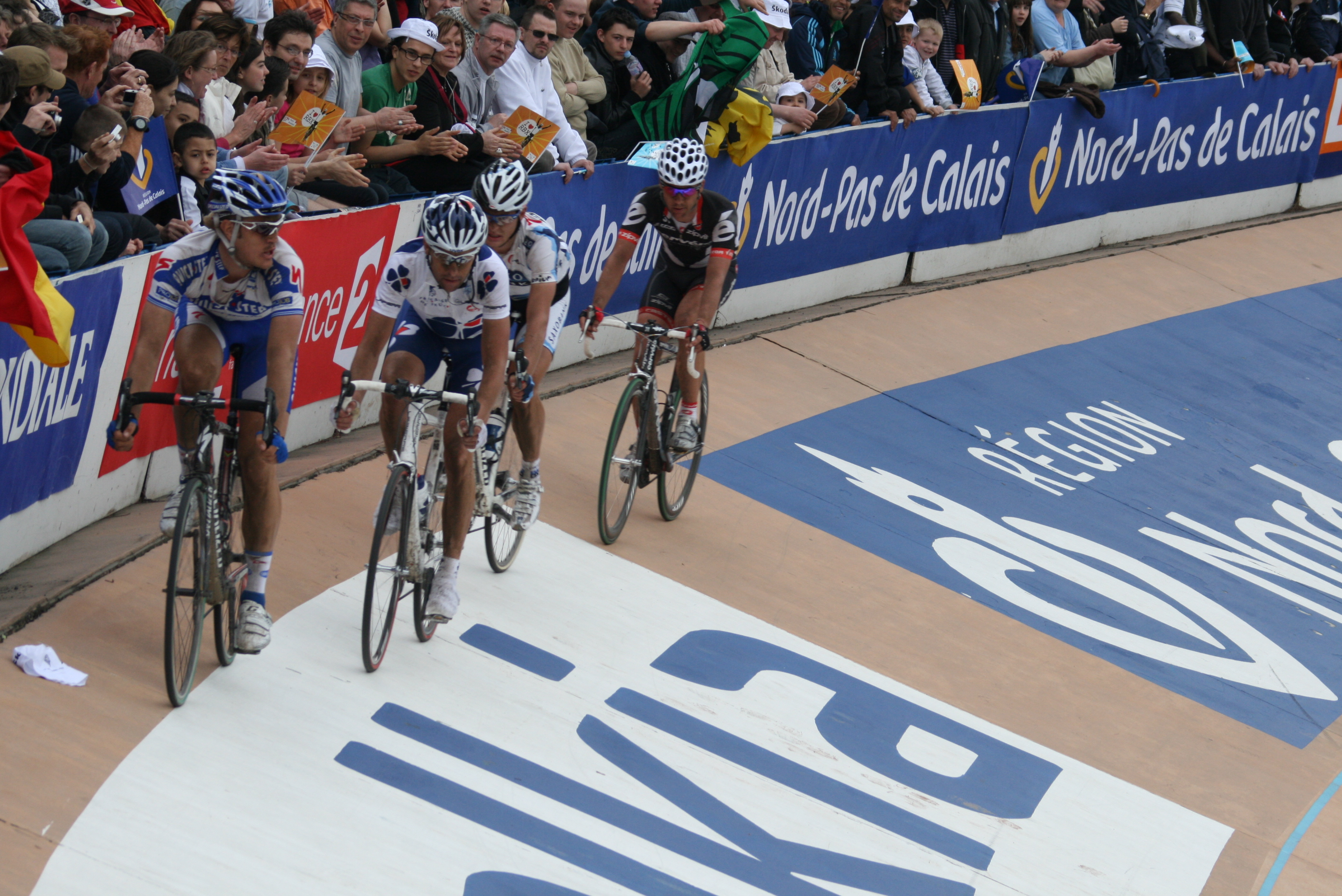
Weylandt (links) tijdens de finale van Parijs-Roubaix (2009).
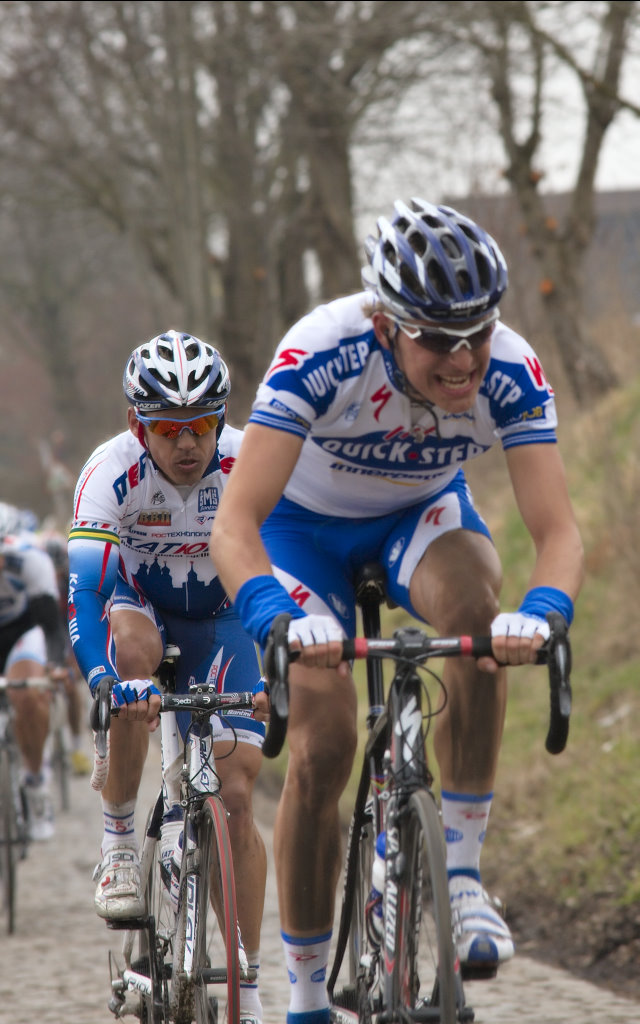
Omloop Het Nieuwsblad 2009, met Robbie McEwen in het wiel.
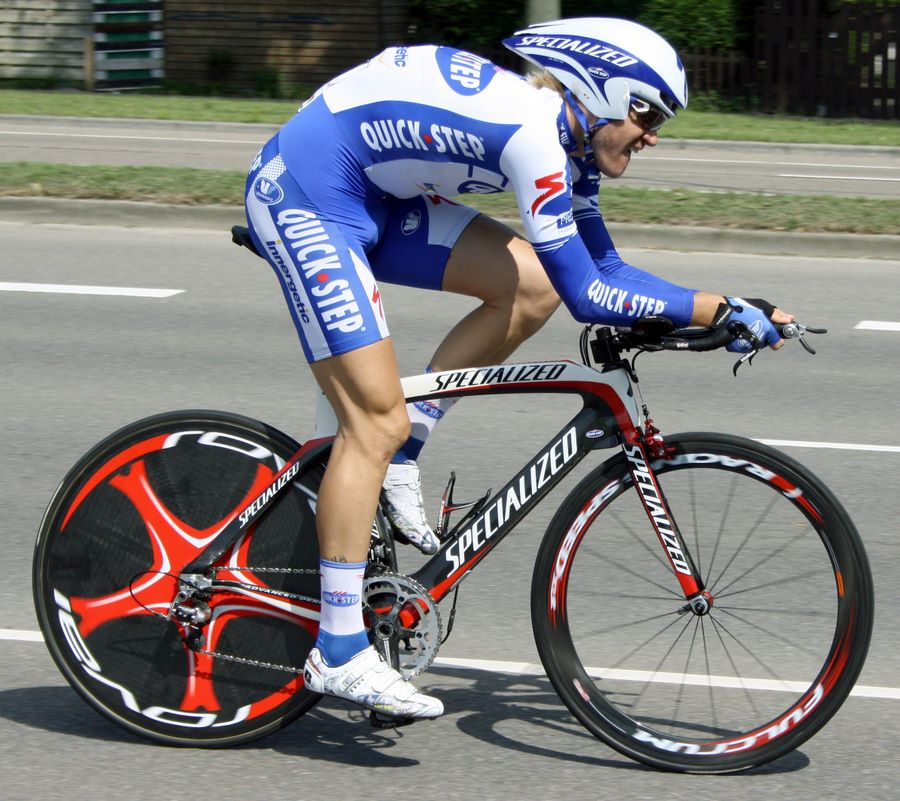
Proloog Eneco Tour (2009).
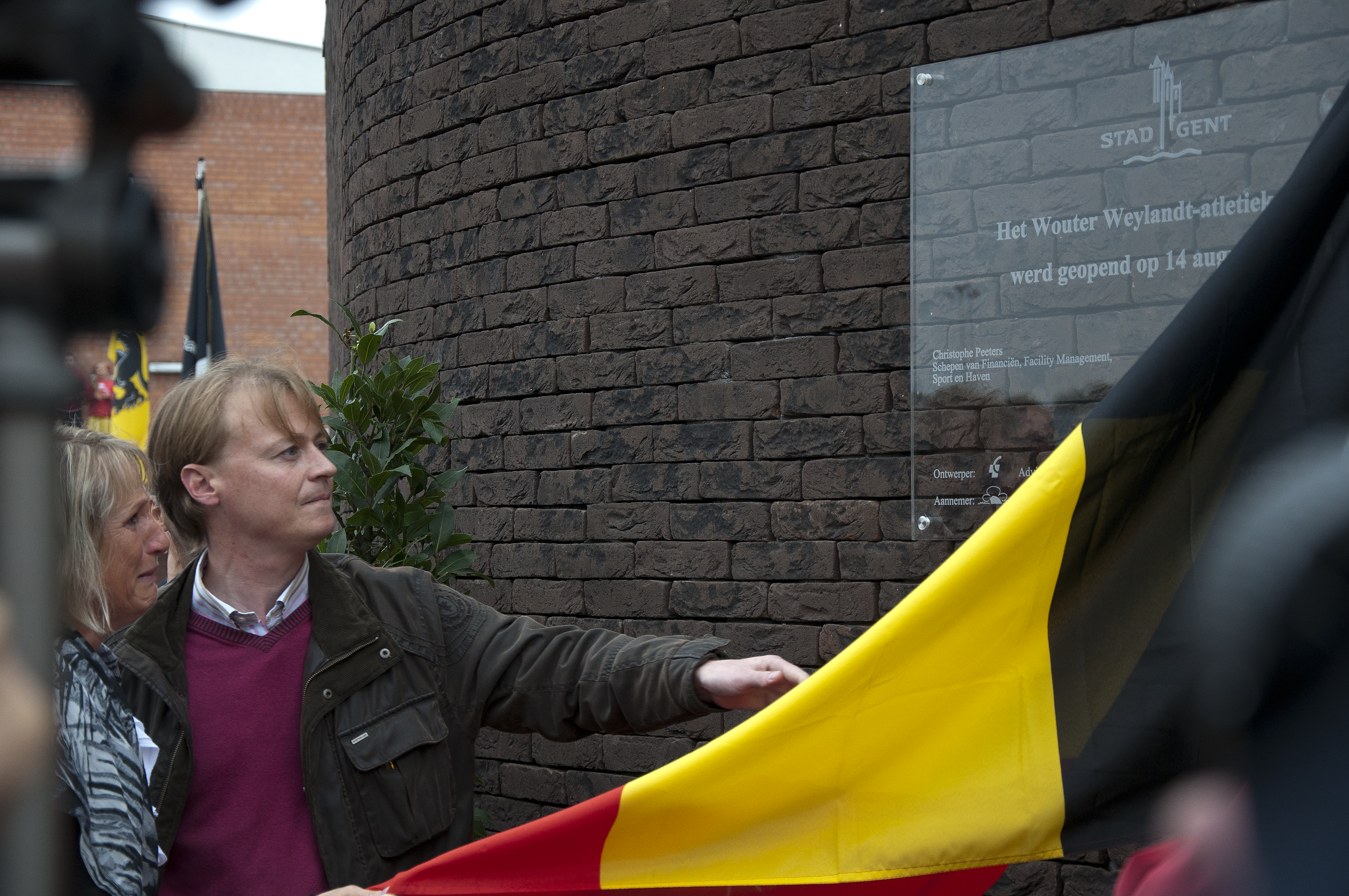
Opening van het Wouter Weylandt-atletiekstadion te Gentbrugge op 14 augustus 2011 door Christophe Peeters.